# Niklaus Emanuel Tscharner

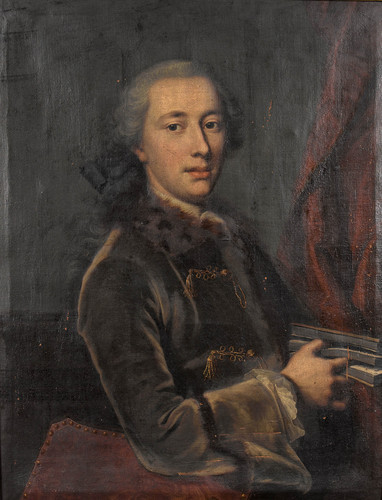
Jakob Emanuel Handmann, Bildnis Niklaus Emanuel Tscharner (1750)

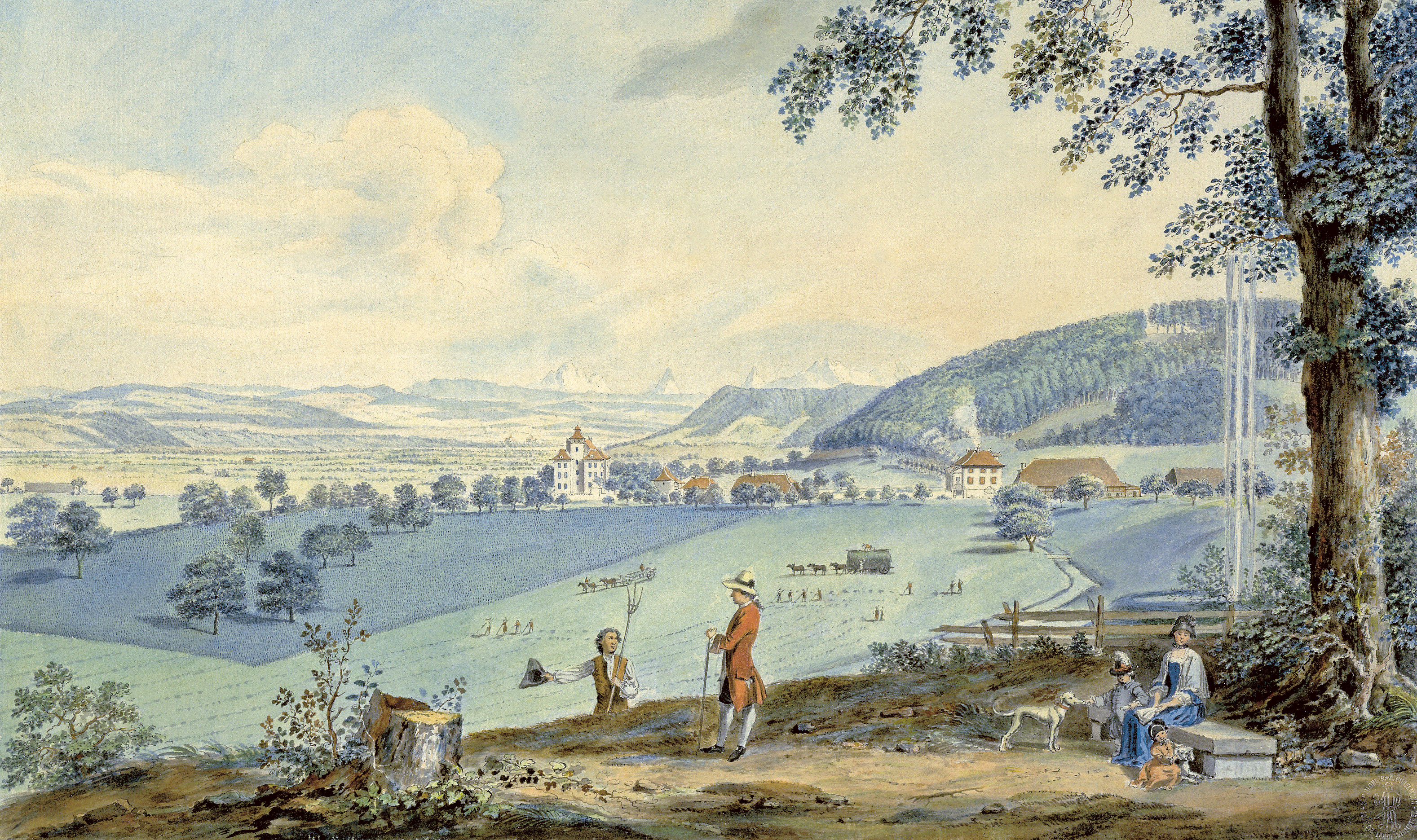
Johann Ludwig Aberli, Niklaus Emanuel Tscharner auf seinem Gut Blumenhof in Kehrsatz, 1775

Niklaus Emanuel Tscharner (* 21. März 1727 in Bern; † 5. Mai 1794 in Kehrsatz) war ein Schweizer Ökonom und Magistrat.

## Biografie
Niklaus Emanuel Tscharner wurde als Sohn des Emanuel Tscharner (1699–1777), damals Schultheiss des Äusseren Standes, und der Maria Magdalena Tscharner (1704–1788) geboren. Ab 1738 wurde er zusammen mit seinem um ein Jahr jüngeren Bruder Vincenz Bernhard Tscharner vom jungen Theologen und späteren Professoren Johann Friedrich Stapfer unterrichtet. Die Jahre 1742 bis 1745 verbrachten die beiden mit ihrem Lehrer in Montagny und 1748 bis 1750 in Frauenfeld, als ihr Vater Landvogt nach dem Thurgau war. Mit Stapfer reisten die zwei Brüder anschliessend ein Jahr lang durch England, Holland, Frankreich und Deutschland.
Tscharner wurde 1759 Mitglied sowohl der Ökonomischen Gesellschaft, als auch der Grande Société. Er amtete als erster Sekretär der Berner Ökonomen. 1760 trafen sich die Tscharner-Brüder in Basel bei Isaak Iselin erstmals mit Salomon Gessner und Salomon Hirzel. In der Folge trafen sich die patriotischen Patrizier regelmässig in Schinznach, woraus die Helvetische Gesellschaft entstand. Deren Mitglieder trafen sich jährlich in Schinznach um zu debattieren und neue Mitglieder in ihre Reihen aufzunehmen. Einzelne Mitglieder der Helvetischen Gesellschaft neigten zu harscher Kritik an den Obrigkeiten, was den bernischen Geheimen Rat veranlasste, die Mitglieder aus Bern von den Versammlungen möglichst fernzuhalten. Niklaus Emanuel stand der Gesellschaft oftmals skeptisch gegenüber, liess sich die Treffen indes nicht entgehen, bevor kein Beschluss des bernischen Grossen Rates vorlag. Ein solcher kam denn auch nie zustande und Tscharner war 1774 gar Präsident der Helvetischen Gesellschaft. Er äusserte sich in einem Brief an Isaak Iselin zum Patriotismus wie folgt: Wenn die Neigung zur Ordnung, der Trieb zum gemeinen beste, die Menschenliebe, die Liebe zum Vatterland, die Grundlage des Patriotischen Herzens ausmachen, so ist uns, die wir in diesen Neigungen erzogen und durch Beyspiele sowohl als Lehren unterhalten worden, der Patriotismus nicht unbekant. [...].
Niklaus Emanuel heiratete 1752 Anna Katharina von Tavel und liess sich mit seiner Gattin auf der geerbten Campagne Blumenhof in Kehrsatz nieder. Der beispielhaft geführte Landwirtschaftsbetrieb war für viele Reisende ein Anziehungspunkt. Sophie La Roche gehörte ebenso zu Niklaus Emanuels Gästen wie Herzog Carl August von Sachsen-Weimar (1757–1828), der 1779 auf seiner Schweizreise von Johann Wolfgang Goethe begleitet wurde.
Tscharner wurde 1764 in den Grossen Rat gewählt und begann damit seine Ämterlaufbahn im Dienst der Stadt und Republik Bern. Niklaus Emanuel bestimmte das Los 1767 zum Obervogt nach Schenkenberg. Neben seinen Tätigkeiten für die Ökonomische und die Helvetische Gesellschaft setzte sich der beispielhafte cursus honorum Tscharners fort, doch nach dem Tod seines Bruders Vinzenz Bernhard im Jahr 1778 wich seine Lebensfreude mehr und mehr. Er wurde 1781 als Resident Berns nach Genf geschickt, 1789 zum Sechzehner (Wahlmann) bestimmt, zum Heimlicher gewählt und schliesslich als Mitglied des Geheimen Rates erwählt. Damit war der Weg frei, bald im Kleinen Rat Einsitz zu nehmen, was ihm 1791 auch gelang. Bereits 1792 wurde er zudem als Deutschseckelmeister gewählt. Das bedeutendste Amt in der Stadt und Republik Bern nebst den beiden Schultheissen. Zu Tscharners grossartigen Leistungen als Magistratsperson gehört die Errichtung der Dienstenzinskasse – einer Vorsorgeeinrichtung für Dienstboten – im Jahr 1786.
Niklaus Emanuel Tscharner machte den Spruch Sapere aude! (Wage, zu wissen!), ein Zitat aus den Horazischen Episteln, in den 1760er-Jahren zu seiner Devise. Sie findet sich auf seinem Exlibris. In seinem  1784 erschienenen Essay Beantwortung der Frage: Was ist Aufklärung erhob Immanuel Kant Sapere Aude! zu einem Wahlspruch der Aufklärung.

## Archivalien
- Nachlass Niklaus Emanuel Tscharner im Katalog der Burgerbibliothek Bern
- Streubestände in der Burgerbibliothek Bern
- Neues Haushaltungsbuch von den Gütern zu Kehrsatz, Staatsarchiv des Kantons Bern,1756–1785, DQ 25
- Sittengeschichte Berns, 1774–1776, Staatsarchiv des Kantons Bern, DQ 24

## Gedruckte Schriften
- Abhandlung über den Fichtenbaume. In: Abhandlungen der Ökonomischen Gesellschaft in Bern. Jg. 1763, viertes Stück, S. 57–109 doi:10.5169/seals-386591
- Abhandlung über den Nussbaume. In: Abhandlungen der Ökonomischen Gesellschaft in Bern. Jg. 1764, drittes Stück, S. 102–121 doi:10.5169/seals-386615
- Anmerkungen über die Bienenzucht. In: Abhandlungen der Ökonomischen Gesellschaft in Bern. Jg. 1764, viertes Stück, S. 119–126 doi:10.5169/seals-386623
- Anweisung für das Landvolk zu der besten Oekonomie der Wälder. In: Abhandlungen der Ökonomischen Gesellschaft in Bern. Jg. 1768, zweites Stück, S. 2–61 doi:10.5169/seals-386665
- Ueber die Nothwendigkeit der Prachtgeseze in einem Freystaate, Zürich 1769 doi:10.3931/e-rara-7335
- Physisch-ökonomische Beschreibung des Amts Schenkenberg. In: Abhandlungen der Ökonomischen Gesellschaft in Bern. Jg. 1771, erstes Stück, S. 101–220 (mit Tabellen) DOI:10.5169/seals-386690
- Am Grabe seines Bruders. In: J. Bürkli: Schweizerische Blumenlese. Zürich 1783, S. 89–94 online in der Google-Buchsuche.
- Ehrengedächtniss Herrn Landvogt Engels. In: Neue Sammlung phys.-ökonomischer Schriften, Hrsg. Ökonomische Gesellschaft in Bern. Jg. 1785.
- Brief an Felix Balthasar (18. Februar 1787). In: Neues Berner Taschenbuch auf das Jahr 1902, S. 147–154. doi:10.5169/seals-127724